# بريكنريدج
بريكنريدج (بالإنجليزية: Breckenridge)‏ هي مدينة أمريكية تقع في ولاية تكساس.تبلغ مساحة هذه المدينة 10.8 (كم²)،ويبلغ عدد سكانها 5868 نسمة حسب إحصاء سنة 2010 م. تشير إحصاءات سنة 2000م بأن الكثافة السكانية في هذه المدينة تقدر بـ(545.5) نسمة/كم2.

## التركيبة السكانية
حدّد مكتب تعداد الولايات المتحدة بيانات التركيبة السكانية لبريكنريدج في تعداد الولايات المتحدة. في ما يلي، التركيبة السكانية حسب تعدادي 2000 و2010.

### تعداد عام 2000
بلغ عدد سكان بريكنريدج 5,868 نسمة بحسب تعداد عام 2000، وبلغ عدد الأسر 2,274 أسرة وعدد العائلات 1,547 عائلة مقيمة في المدينة. في حين سجلت الكثافة السكانية 539.3 نسمة لكل كيلومتر مربع (1,396.8/ميل2). وبلغ عدد الوحدات السكنية 2,776 وحدة بمتوسط كثافة قدره 255.1 لكل كيلومتر مربع (660.7/ميل2).
وتوزع التركيب العرقي للمدينة بنسبة 83.88% من البيض و2.25% من الأمريكيين الأفارقة و0.34% من الأمريكيين الأصليين و0.46% من الأمريكيين ذوي الأصول الآسيوية و0.03% من سكان جزر المحيط الهادئ و11.28% من الأعراق الأخرى و1.76% من عرقين مختلطين أو أكثر و20.64% من الهسبانيون أو اللاتينيون من أي عرق.
بلغ عدد الأسر 2,274 أسرة كانت نسبة 40.8% منها لديها أطفال تحت سن الثامنة عشر تعيش معهم، وبلغت نسبة الأزواج القاطنين مع بعضهم البعض 51.1% من أصل المجموع الكلي للأسر، ونسبة 12.6% من الأسر كان لديها معيلات من الإناث دون وجود شريك، بينما كانت نسبة 4.3% من الأسر لديها معيلون من الذكور دون وجود شريكة وكانت نسبة 32% من غير العائلات. تألفت نسبة 29.2% من أصل جميع الأسر من عدة أفراد يعيشون في نفس المنزل ونسبة 14.8% كانت تتألف من شخص يعيش بمفرده يبلغ من العمر 65 عاماً أو أكثر. وبلغ متوسط حجم الأسرة المعيشية 2.55، أما متوسط حجم العائلات فبلغ 3.16.
بلغ العمر الوسطي للسكان 34.5 عاماً. وكانت نسبة 30.2% من القاطنين تحت سن الثامنة عشر، وكانت نسبة 8.4% بين الثامنة عشر والرابعة والعشرين عاماً، ونسبة 25.8% كانت واقعةً في الفئة العمرية ما بين الخامسة والعشرين والرابعة والأربعين عاماً، ونسبة 19.9% كانت ما بين الخامسة والأربعين والرابعة والستين، ونسبة 14.7% كانت ضمن فئة الخامسة والستين عاماً فما فوق. يوجد لكل 100 أنثى 90.1 ذكر، ويوجد لكل 100 أنثى في الثامنة عشر من عمرها فما فوق 84.8 ذكر.
بلغ متوسط دخل الأسرة في المدينة 28,697 دولارًا، أما متوسط دخل العائلة فبلغ 35,164 دولارًا. وكان متوسط دخل الذكور 25,923 دولارًا مقابل 20,467 دولارًا للإناث. وسجل دخل الفرد الخاص بالمدينة 14,014 دولارًا. وكانت نسبة 16.9% من العائلات ونسبة 19.3% من السكان تحت خط الفقر، وكان من هؤلاء نسبة 27% تحت سن الثامنة عشر ونسبة 14.4% في الخامسة والستين من العمر وما فوق.

### تعداد عام 2010
بلغ عدد سكان بريكنريدج 5,780 نسمة بحسب تعداد عام 2010، وبلغ عدد الأسر 2,221 أسرة وعدد العائلات 1,482 عائلة مقيمة في المدينة. في حين سجلت الكثافة السكانية 531.2 نسمة لكل كيلومتر مربع (1,375.8/ميل2). وبلغ عدد الوحدات السكنية 2,704 وحدة بمتوسط كثافة قدره 248.5 لكل كيلومتر مربع (643.6/ميل2).
وتوزع التركيب العرقي للمدينة بنسبة 81.26% من البيض و2.16% من الأمريكيين الأفارقة و0.57% من الأمريكيين الأصليين و0.33% من الأمريكيين ذوي الأصول الآسيوية و13.41% من الأعراق الأخرى و2.27% من عرقين مختلطين أو أكثر و28.10% من الهسبانيون أو اللاتينيون من أي عرق.
بلغ عدد الأسر 2,221 أسرة كانت نسبة 37.3% منها لديها أطفال تحت سن الثامنة عشر تعيش معهم، وبلغت نسبة الأزواج القاطنين مع بعضهم البعض 47.5% من أصل المجموع الكلي للأسر، ونسبة 13.8% من الأسر كان لديها معيلات من الإناث دون وجود شريك، بينما كانت نسبة 5.4% من الأسر لديها معيلون من الذكور دون وجود شريكة وكانت نسبة 33.3% من غير العائلات. تألفت نسبة 30.4% من أصل جميع الأسر من عدة أفراد يعيشون في نفس المنزل ونسبة 13.8% كانت تتألف من شخص يعيش بمفرده يبلغ من العمر 65 عاماً أو أكثر. وبلغ متوسط حجم الأسرة المعيشية 2.58، أما متوسط حجم العائلات فبلغ 3.23.
بلغ العمر الوسطي للسكان 34.5 عاماً. وكانت نسبة 29.2% من القاطنين تحت سن الثامنة عشر، وكانت نسبة 8.9% بين الثامنة عشر والرابعة والعشرين عاماً، ونسبة 24% كانت واقعةً في الفئة العمرية ما بين الخامسة والعشرين والرابعة والأربعين عاماً، ونسبة 23.4% كانت ما بين الخامسة والأربعين والرابعة والستين، ونسبة 14.6% كانت ضمن فئة الخامسة والستين عاماً فما فوق. وتوزع التركيب الجنسي للسكان بنسبة 48.7% ذكور و51.3% إناث.

## أعلام
- بيلي مالوني
- جون هيل
- دينيسي سميث
- ديريل بالمر
- بايرون كاتي